# Petr Sýkora (1978)
Petr Sýkora (* 21. prosince 1978, Pardubice) je bývalý český hokejový útočník a sportovní funkcionář, momentálně pracuje jako sportovní ředitel v HC Dynamo Pardubice. Většinu své kariéry strávil v Pardubicích, působil však také ve švýcarském Davosu a USA. Jeho starším bratrem je bývalý hokejový obránce Michal Sýkora.

## Hráčská kariéra
S hokejem začal v rodných Pardubicích, kde v průběhu sezony 1996/1997 pod trenérem Milošem Říhou debutoval v extralize. V létě 1998 odešel ve šlépějích svého bratra do Ameriky, kde si připsal dva starty za Nashville Predators v NHL. Avšak už v průběhu další sezony se vrátil do Pardubic. Průlomovou sezonou jeho kariéry byla 2000/2001. Během ní začal hrát v jedné formaci s Otakarem Janeckým a s 26 trefami se stal nejlepším střelcem ročníku. Rychle se zařadil mezi opory Pardubic, které v té době zažívaly vzestup. V roce 2003 pomohl klubu k vítězství v základní části a postupu do finále, ve kterém však Pardubice podlehly pražské Slavii. V té době úspěšně spolupracoval v jednom útoku s Tomášem Divíškem. Ambiciózní klub se Sýkorou jako důležitou součástí sestavy vyhrál extraligu v roce 2005. Po sezoně, která byla obohacena o krajánky z NHL, která měla výluku, se do obnovené soutěže vydal i Sýkora a podepsal smlouvu s Washington Capitals. Jeho angažmá bylo velmi krátké. Vstřelil sice své dva premiérové góly v NHL, ale po pouhých deseti zápasech se vrátil do Evropy, kde měl platný kontrakt v Pardubicích. Tam zažil v sezoně 2006/2007 svůj statisticky nejpovedenější ročník. Vstřelil 37 branek v základní části a znovu se stal králem ligových střelců.
V roce 2008 využil klauzule ve smlouvě odešel na rok do HC Davos. Ve Švýcarsku se ihned prosadil a v premiérové sezoně získal švýcarský mistrovský titul. V létě 2009 se vrátil do Pardubic a s týmem, ve kterém v onom ročníku působil brankář Dominik Hašek, získal svůj druhý český titul mistra ligy, k čemuž i s playoff přispěl 39 brankami. Po sezoně poprvé v kariéře dlouhodobě opustil svůj domovský klub a přestoupil zpět do Davosu. Během následujících tří let s klubem získal ještě jeden titul mistra a jednou se také stal nejlepším střelcem soutěže.
V roce 2013 své švýcarské angažmá ukončil a vrátil se opět do Pardubic. Ty už sice zažívaly ústup ze slávy, ale Sýkora na svoje předchozí individuální výkony dokázal navázat. Klubu dvakrát pomáhal v boji o záchranu, kdy Pardubice hájily svou ligovou příslušnost v baráži. 
V roce 2019 ukončil profesionální hráčskou kariéru. Jednu sezonu pak ještě strávil ve Vrchlabí, které hrály třetí nejvyšší soutěž.
Sýkora se během kariéry vyprofiloval jako rychlé a gólově produktivní pravé křídlo s velmi tvrdou střelou příklepem. Jako klasický kanonýr produkoval více branek než asistencí. Především v začátcích kariéry unikal do řady samostatných úniků a postupně zefektivnil svou koncovku. Velkou porci svých branek vstřelil jako falešný obránce svou obávanou ranou z dálky. Je členem Klubu hokejových střelců deníku Sport.
Sýkora proslul svou loajalitou k domovským Pardubicím, za které odehrál 18 sezon. Stal se historicky nejlepším střelcem klubu, v jehož dresu nastřílel 385 ligových branek.
V listopadu 2020 se stal členem realizačního týmu hlavního trenéra Richarda Krále u pardubického prvního týmu. Na pozici asistenta trenéra skončil po odvolání celého trenérského štábu v březnu 2022. Od sezony 2020/2021 v pardubickém Dynamu zastával pozici skauta, od sezony 2024/2025 je sportovním ředitelem klubu.
26. ledna 2023 proběhl slavnostní ceremoniál, v rámci kterého byl dres s "jeho" číslem 37 vyvěšen pod strop pardubické Enteria areny.

## Ocenění a úspěchy
- 2001 ČHL – Nejlepší střelec
- 2006 ČHL/SHL – Utkání hvězd české a slovenské extraligy
- 2007 ČHL – Nejlepší střelec
- 2007 ČHL – Nejlepší střelec v playoff
- 2007 ČHL – Nejproduktivnější hráč v playoff
- 2007 ČHL – Hokejista sezony
- 2010 ČHL – Nejlepší střelec v playoff
- 2011 NLA – All-Star Tým
- 2011 NLA – Nejlepší útočník
- 2011 NLA – Nejlepší střelec
- 2012 NLA – All-Star Tým
- 2012 SP – All-Star Tým
- 2015 ČHL – Nejlepší střelec
- 2016 ČHL – Nejlepší střelec v počtu vítězných branek
- 2020 2.ČHL (sk. Západ) – Nejlepší střelec
- 2020 Postup s týmem HC Stadion Vrchlabí do 1. ČHL

## Prvenství

### ČHL
- Debut – 24. září 1996 (AC ZPS Zlín proti HC IPB Pojišťovna Pardubice)[12]
- První gól – 20. října 1996 (HC Chemopetrol Litvínov proti HC IPB Pojišťovna Pardubice, brankáři Kamilu Jarinovi)[12]
- První asistence – 25. října 1996 (HC Slavia Praha proti HC IPB Pojišťovna Pardubice)[12]
- První hattrick – 24. listopadu 2000 (HC Sparta Praha proti HC IPB Pojišťovna Pardubice)[12]

### NHL
- Debut - 14. dubna 1999 (Nashville Predators proti Detroit Red Wings)[13]
- První asistence 7. října 2005 (Atlanta Thrashers proti Washington Capitals)[13]
- První gól 10. října 2005 (New York Rangers proti Washington Capitals, brankáři Kevinu Weekesovi)[13]

## Klubové statistiky
| Sezóna       | Klub                         | Soutěž       |     | Základní část | Základní část | Základní část | Základní část | Základní část |    | Play off | Play off | Play off | Play off | Play off |
| Sezóna       | Klub                         | Soutěž       | Z   | G             | A             | B             | TM            | Z             | G  | A        | B        | TM       |          |          |
| 1994/95      | HC Pardubice                 | ČHL-jun.     | 38  | 35            | 33            | 68            | –             | –             | –  | –        | –        | –        |          |          |
| 1995/96      | HC Pojišťovna IB Pardubice   | ČHL-jun.     | 26  | 13            | 9             | 22            | –             | –             | –  | –        | –        | –        |          |          |
| 1996/97      | HC Pojišťovna IB Pardubice   | ČHL-jun.     | 12  | 14            | 4             | 18            | –             | –             | –  | –        | –        | –        |          |          |
| 1996/97      | HC IPB Pojišťovna Pardubice  | ČHL          | 29  | 1             | 3             | 4             | 4             | –             | –  | –        | –        | –        |          |          |
| 1997/98      | HC IPB Pojišťovna Pardubice  | ČHL          | 39  | 4             | 5             | 9             | 8             | 3             | 0  | 0        | 0        | 0        |          |          |
| 1998/99      | Nashville Predators          | NHL          | 2   | 0             | 0             | 0             | 0             | –             | –  | –        | –        | –        |          |          |
| 1998/99      | Milwaukee Admirals           | IHL          | 73  | 14            | 15            | 29            | 50            | 2             | 1  | 1        | 2        | 0        |          |          |
| 1999/00      | Milwaukee Admirals           | IHL          | 3   | 0             | 1             | 1             | 2             | –             | –  | –        | –        | –        |          |          |
| 1999/00      | HC IPB Pojišťovna Pardubice  | ČHL          | 36  | 7             | 13            | 20            | 51            | 3             | 0  | 0        | 0        | 2        |          |          |
| 2000/01      | HC IPB Pojišťovna Pardubice  | ČHL          | 47  | 26            | 18            | 44            | 42            | 7             | 5  | 3        | 8        | 6        |          |          |
| 2001/02      | HC IPB Pojišťovna Pardubice  | ČHL          | 32  | 14            | 8             | 22            | 72            | 6             | 1  | 2        | 3        | 26       |          |          |
| 2002/03      | HC ČSOB Pojišťovna Pardubice | ČHL          | 45  | 18            | 18            | 36            | 86            | 19            | 3  | 3        | 6        | 39       |          |          |
| 2003/04      | HC Moeller Pardubice         | ČHL          | 48  | 23            | 23            | 46            | 20            | 7             | 1  | 0        | 1        | 6        |          |          |
| 2004/05      | HC Moeller Pardubice         | ČHL          | 43  | 25            | 10            | 35            | 28            | 16            | 3  | 2        | 5        | 33       |          |          |
| 2005/06      | Washington Capitals          | NHL          | 10  | 2             | 2             | 4             | 6             | –             | –  | –        | –        | –        |          |          |
| 2005/06      | HC Moeller Pardubice         | ČHL          | 28  | 11            | 14            | 25            | 46            | –             | –  | –        | –        | –        |          |          |
| 2006/07      | HC Moeller Pardubice         | ČHL          | 50  | 37            | 16            | 53            | 76            | 18            | 12 | 6        | 18       | 22       |          |          |
| 2007/08      | HC Moeller Pardubice         | ČHL          | 42  | 23            | 8             | 31            | 38            | –             | –  | –        | –        | –        |          |          |
| 2008/09      | HC Davos                     | NLA          | 49  | 23            | 16            | 39            | 20            | 18            | 8  | 3        | 11       | 6        |          |          |
| 2009/10      | HC Eaton Pardubice           | ČHL          | 48  | 27            | 15            | 42            | 56            | 13            | 12 | 4        | 16       | 10       |          |          |
| 2010/11      | HC Davos                     | NLA          | 43  | 35            | 15            | 50            | 18            | 9             | 1  | 2        | 3        | 2        |          |          |
| 2011/12      | HC Davos                     | NLA          | 46  | 21            | 28            | 49            | 4             | 4             | 0  | 0        | 0        | 2        |          |          |
| 2012/13      | HC Davos                     | NLA          | 32  | 16            | 12            | 28            | 16            | 7             | 2  | 1        | 3        | 6        |          |          |
| 2013/14      | HC ČSOB Pojišťovna Pardubice | ČHL          | 47  | 17            | 14            | 31            | 84            | 10            | 5  | 3        | 8        | 0        |          |          |
| 2014/15      | HC ČSOB Pojišťovna Pardubice | ČHL          | 48  | 26            | 18            | 44            | 50            | 9             | 5  | 3        | 8        | 6        |          |          |
| 2015/16      | HC Dynamo Pardubice          | ČHL          | 47  | 22            | 12            | 34            | 62            | –             | –  | –        | –        | –        |          |          |
| 2016/17      | HC Dynamo Pardubice          | ČHL          | 48  | 21            | 14            | 35            | 24            | –             | –  | –        | –        | –        |          |          |
| 2017/18      | HC Dynamo Pardubice          | ČHL          | 44  | 16            | 17            | 33            | 30            | 7             | 0  | 1        | 1        | 2        |          |          |
| 2018/19      | HC Dynamo Pardubice          | ČHL          | 42  | 9             | 10            | 19            | 16            | –             | –  | –        | –        | –        |          |          |
| 2019/20      | HC Stadion Vrchlabí          | 2.ČHL        | 38  | 38            | 29            | 67            | 8             | –             | –  | –        | –        | –        |          |          |
| Celkem v ČHL | Celkem v ČHL                 | Celkem v ČHL | 762 | 327           | 235           | 562           | 789           | 130           | 53 | 28       | 81       | 174      |          |          |
| Celkem v NLA | Celkem v NLA                 | Celkem v NLA | 170 | 95            | 71            | 166           | 47            | 38            | 11 | 6        | 17       | 16       |          |          |
| Celkem v IHL | Celkem v IHL                 | Celkem v IHL | 76  | 14            | 16            | 30            | 52            | 2             | 1  | 1        | 2        | 0        |          |          |
| Celkem v NHL | Celkem v NHL                 | Celkem v NHL | 12  | 2             | 2             | 4             | 6             | –             | –  | –        | –        | –        |          |          |

## Reprezentace
Premiéra v reprezentaci: 17. prosince 2000 Česko - Švédsko (Moskva).
| Rok                       | Tým                       | Soutěž                    | Z | G | A | B | TM |
| ------------------------- | ------------------------- | ------------------------- | - | - | - | - | -- |
| 1998                      | Česko U20                 | MSJ                       | 7 | 2 | 2 | 4 | 2  |
| 2007                      | Česko                     | MS                        | 7 | 2 | 3 | 5 | 4  |
| Seniorská kariéra celkově | Seniorská kariéra celkově | Seniorská kariéra celkově | 7 | 2 | 3 | 5 | 4  |

## Zajímavost
Petr Sýkora je znám tím, že nosil číslo 37. Nebylo tomu tak vždy. Svoji první sezonu v seniorském hokeji odehrál s číslem 19, tu druhou s číslem 16. Své první dva zápasy v NHL za Nashville odehrál s číslem 50, na farmě v Milwaukee poté hrál s číslem 24. Ikonickou sedmatřicítku v soutěžním zápase oblékl poprvé 17. října 1999 v extraligovém utkání proti Plzni. Od té doby měl Petr na zádech jiné číslo pouze v 10 zápasech, ve kterých hájil barvy Washingtonu s číslem 20.